# LSD (album)
Pour les articles homonymes, voir LSD (homonymie).
Singles
1. Genius
Sortie : 3 mai 2018
2. Audio
Sortie : 10 mai 2018
3. Thunderclouds
Sortie : 9 août 2018
4. Mountains
Sortie : 1er novembre 2018
5. No New Friends
Sortie : 14 mars 2019

Labrinth, Sia & Diplo Present... LSD est le premier album studio du supergroupe LSD, sorti en 2019.

## Singles
Le premier single, Genius, sort le 3 mai 2018. Il apparait sur les radios américaines le 19 juin 2018. La chanson est par ailleurs présente dans le jeu vidéo d'EA Sports, FIFA 19. La chanson est accompagnée d'un clip en animation réalisé par le Canadien Ben Jones et illustré par Gabriel Alcala.
Le second single est Audio, sorti quelques jours plus tard, le 10 mai 2018. Le troisième single est Thunderclouds et est publié le 9 août 2018. Il est par ailleurs utilisé pour la campagne promotionnel du smartphone Galaxy Note 9 de Samsung.
Mountains est ensuite publié le 1er novembre 2018. Il est suivi par No New Friends, disponible en téléchargement dès le 14 mars 2019.

## Liste des titres
Crédits adaptés d'iTunes
| 1.    | Welcome to the Wonderful World Of | - Timothy McKenzie - Sia Furler - Thomas Pentz              | - Labrinth - Diplo                                                                               | 1:56 |
| 2.    | Angel in Your Eyes                | - McKenzie - Furler - Pentz                                 | - Labrinth - Diplo - Nathaniel Ledwidge                                                          | 3:06 |
| 3.    | Genius                            | - McKenzie - Furler - Pentz - Philip Meckseper              | - Labrinth - Diplo - Jr Blender - Gustave Rudman (add.)                                          | 3:33 |
| 4.    | Audio                             | - McKenzie - Furler - Pentz - Meckseper - Henry Allen       | - Labrinth - Diplo - King Henry - Jr Blender (co.) - Rudman (add.)                               | 3:24 |
| 5.    | Thunderclouds                     | - McKenzie - Furler - Pentz - Allen - Meckseper             | - Labrinth - Diplo - King Henry - Jr Blender                                                     | 3:07 |
| 6.    | Mountains                         | - McKenzie - Furler - Pentz                                 | - Labrinth - Diplo - Ledwidge - Rudman (add.) - Boaz van de Beatz (add.) - Yoda Francesco (add.) | 3:14 |
| 7.    | No New Friends                    | - McKenzie - Furler - Pentz - Allen - Meckseper             | - Labrinth - Diplo - King Henry - Jr Blender - Ledwidge (add.)                                   | 2:55 |
| 8.    | Heaven Can Wait                   | - McKenzie - Furler - Pentz - Meckseper                     | - Labrinth - Diplo - Jr Blender - Ledwidge (add.)                                                | 3:15 |
| 9.    | It's Time                         | - McKenzie - Furler - Pentz                                 | - Labrinth - Diplo                                                                               | 3:29 |
| 10.   | Genius (Lil Wayne remix)          | - McKenzie - Furler - Pentz - Meckseper - Dwayne Carter Jr. | - Labrinth - Diplo - Jr Blender - Rudman (add.)                                                  | 2:42 |
| 30:41 |                                   |                                                             |                                                                                                  |      |

## Classements
| Pays et classements (2019)         | Meilleure position |
| ---------------------------------- | ------------------ |
| Australie (ARIA)                   | 49                 |
| Autriche (Ö3 Austria Top 40)       | 29                 |
| Belgique (Flandre Ultratop)        | 72                 |
| Belgique (Wallonie Ultratop)       | 66                 |
| Canada (Canadian Albums)           | 33                 |
| Tchéquie (IFPI)                    | 56                 |
| Pays-Bas (Mega Album Top 100)      | 16                 |
| Finlande (Suomen virallinen lista) | 21                 |
| France (SNEP)                      | 25                 |
| Allemagne (Media Control AG)       | 49                 |
| Irlande (IRMA)                     | 45                 |
| Italie (FIMI)                      | 53                 |
| Nouvelle-Zélande (RMNZ)            | 35                 |
| Norvège (VG-lista)                 | 10                 |
| Écosse (OCC)                       | 53                 |
| Corée du Sud (Gaon)                | 90                 |
| Espagne (PROMUSICAE)               | 39                 |
| Suède (Sverigetopplistan)          | 17                 |
| Suisse (Schweizer Hitparade)       | 24                 |
| Taïwan (Five Music)                | 2                  |
| Royaume-Uni (UK Albums Chart)      | 44                 |
| États-Unis (Billboard 200)         | 70                 |